# Neptunea stilesi
Neptunea stilesi is een slakkensoort uit de familie van de Buccinidae. De wetenschappelijke naam van de soort is voor het eerst geldig gepubliceerd in 1968 door Smith.